# COVID-19-Pandemie in Griechenland
| Krankheit:      | COVID-19                      |
| Erreger:        | SARS-CoV-2                    |
| Erster Fall in: | Thessaloniki                  |
| Ursprung:       | Mailand, Italien Wuhan, China |

Die COVID-19-Pandemie in Griechenland tritt als regionales Teilgeschehen der weltweiten COVID-19-Pandemie auf. Ursache ist das SARS-CoV-2-Virus aus der Familie der Coronaviren. Die COVID-19-Pandemie hat sich 2020 von China ausgehend weltweit ausgebreitet.
Der erste Fall in Griechenland wurde am 26. Februar 2020 bekannt, als eine Griechin, die von einer Reise nach Norditalien zurückgekehrt war, in Thessaloniki positiv auf SARS-CoV-2 getestet wurde. Weitere nicht aus Italien stammende Fälle wurden eine Woche später in Patras festgestellt, in einer Reisegruppe, die aus Israel zurückgekehrt war.
Die ersten Maßnahmen gegen die Epidemie wurden schon am 27. Februar getroffen, als alle Karneval-Feste in Griechenland abgesagt wurden. Am Anfang wurde der Lehrbetrieb an manchen Schulen eingestellt, ab dem 10. März in allen Schulen, Universitäten und Fachhochschulen. Ab dem 23. März galten strenge Ausgangsbeschränkungen.
Im November 2020 gab es eine zweite Welle (siehe unten). Anfang 2021 verbreitete sich die ansteckendere Alpha-Variante; zur gleichen Zeit begann die Impfkampagne gegen COVID-19. Im Sommer 2021 (Juli bis August) gab es eine dritte Welle; eine Ursache war die noch ansteckendere Delta-Variante. Im Dezember 2021 verbreitete sich in Griechenland (wie auch in vielen anderen Ländern weltweit) die noch ansteckendere Omikron-Variante. Angesichts ihrer schnellen Ausbreitung zog die griechische Regierung die Regeln, die für den 3. Januar 2022 geplanten Maßnahmen vor; sie gelten ab dem 30. Dezember 2021 6 Uhr.

## Verlauf und Maßnahmen

Bestätigte COVID-19-Fälle in den Provinzen Griechenlands:
(Stand: 29. März 2020)

### Februar 2020
- Am 26. Februar wurde der erste Fall bestätigt. Eine Frau in Thessaloniki, die vor Kurzem das schon betroffene Norditalien besucht hatte. Ihre Familie hat sich freiwillig in Quarantäne gestellt.[1]
- Am 27. Februar wurde ein positiver Virustest bei der Tochter dieser Frau bestätigt. Der Lehrbetrieb ihrer Schule wurde eingestellt.[5] Dazu wurde auch der dritte Fall bestätigt, eine weitere Frau, diesmal in Athen, die auch Norditalien neulich besucht hatte. Dazu wurden vom Gesundheitsminister die KarnevalsfesteA im ganzen Land abgesagt.[6]
- Am 28. Februar wurde noch ein Fall in Athen bestätigt. Der Lehrbetrieb wurde in noch acht Schulen im weiteren Raum in und um Athen vorsichtshalber eingestellt.[7]
- Am 29. Februar wurden noch drei Fälle bestätigt, einer in Thessaloniki und zwei in Athen.[8]

### März 2020
- Bis zum 6. März wurden insgesamt 45 Fälle bestätigt. Ein Großteil davon waren vor Kurzem mit einer Reisegruppe aus dem Heiligen Land zurückgekehrt.[9] Die erste Diagnose in dieser Gruppe hatte sich trotz Warnungen des zuständigen Gesundheitspersonals um einige Stunden verzögert, weil das Gesundheitsministerium die Untersuchung nicht erlaubt hat.[10] Unter den positiv Getesteten war auch ein Priester der griechisch-orthodoxen Kirche, welcher die Reise organisiert hat.[11] Der Betrieb von Schulen, Universitäten, Theatern und Kinos wurde in den betroffenen Regionen eingestellt.[9]
- Am 9. März wurde ein Fall auch auf der Insel Lesbos festgestellt, wo sich mehr als 25.000 Flüchtlinge in prekären Zuständen aufhalten.[12]
- Am 10. März gab es 89 bestätigte Fälle, unter denen auch der griechische (Reederei- und Medien-)Unternehmer Evangelos Marinakis, der auch Eigentümer einer der wichtigsten griechischen Fußballmannschaften ist.[13] Der Gesundheitsminister hat den Lehrbetrieb an den Bildungseinrichtungen des ganzen Landes für zwei Wochen eingestellt.[14]
- Am 12. März gab es das erste Todesopfer, ein 66-Jährige aus der Heiliges-Land-Reisegruppe.[15] Ab dem 12. März und bis den 14. März wurde der Betrieb von Theater, Gerichtshöfen, Kinos und Turnhallen, Restaurants, Cafés, Clubs, Einkaufszentren und weiteren Einrichtungen des öffentlichen Raums eingestellt. Ausgenommen waren vor allem Lebensmittelgeschäfte und Apotheken.[16][17][18]
- Am 18. März wurden Versammlungen von mehr als 10 Personen verboten.[19]
- Ab dem 23. März gelten strenge Ausgangsbeschränkungen. Ausgenommen sind vor allem Personen, die in vitalen Bereichen arbeiten (z. B. Gesundheitspersonal, Sicherheitspersonal).[3]

### April 2020
In April wurden immer wieder Ortschaften in Quarantäne gestellt. Ende April kamen die ersten Berichte für eine Lockerung der Maßnahmen.

### November 2020
Mit Wirkung zum 7. November verhängte die griechische Regierung (Kabinett Kyriakos Mitsotakis) für ganz Griechenland eine dreiwöchige Ausgangssperre. Geschäfte, mit Ausnahme von Supermärkten und Apotheken, sind zur Schließung in der Zeit verpflichtet. Personen, die ihre Wohnungen bzw. Häuser verlassen, müssen sich dies vorher genehmigen lassen. Wer tagsüber einkaufen oder zum Arzt gehen will, muss die Behörden per SMS informieren.
In der 46. Kalenderwoche (Mitte November) gab es 17.701 Neuinfektionen. Das sind mehr als im Zeitraum vom Beginn der Pandemie Ende Februar 2020 bis Mitte September 2020. Die Zahl der Todesfälle stieg ebenfalls massiv an, verdoppelte sich in der 45. Kalenderwoche auf 123 sowie in der 46. Kalenderwoche auf 286 (Ende Februar bis Anfang September insgesamt 280 Todesfälle).

### Juli 2021
Am 22. Juli 2021 billigte das griechische Parlament eine Impfpflicht für Beschäftigte in der Altenpflege und in Krankenhäusern. Wer sich weigert, wird ohne Lohnfortzahlung freigestellt.
Die COVID-19-Pandemie in Griechenland flaute (ähnlich wie in anderen europäischen Ländern) im Mai und Juni ab; im Juli ist sie dramatisch angestiegen. Als Hauptursache dafür gilt die Delta-Variante; diese ist inzwischen in vielen Ländern die dominierende COVID-Variante.

### November 2021
Nach dem Anstieg der Neuinfektionen auf ein Rekordniveau erhöhte die Regierung im November 2021 den Druck auf Ungeimpfte: Seit dem 6. November müssen sie für den Zugang zu öffentlichen Gebäuden, Geschäften und Banken einen negativen Corona-Test vorweisen.

## Statistik

### Allgemeine Information
Die Dunkelziffer bei COVID-19-Erkrankungen ist hoch. Griechenland registrierte (Stand 14. April 2022) 11.061 Neuinfektionen und 3.206.948 seit Anfang 2020 COVID-Infizierte.
Seit Ende Juni 2016 wurden wöchentlich epidemiologische Daten über Griechenlands Flüchtlingslager veröffentlicht. Dies wurde zum 26. Juli 2020 eingestellt.

### Infektionen

Bestätigte Infizierte in Griechenland nach Daten der WHO. Oben kumuliert, unten Tageswerte

### Todesfälle

Bestätigte Todesfälle in Griechenland nach Daten der WHO. Oben kumuliert, unten Tageswerte

## Politische und wirtschaftliche Maßnahmen

### Aktivitätseinschränkungen
Um die Ausbreitung der Pandemie einzudämmen, verhängte die Regierung schrittweise Maßnahmen zur Einschränkung der Bewegungsfreiheit. Damit waren fast alle Parteien mehr oder weniger einverstanden. Am 8. März 2020 wurden Tageszentren für Ältere geschlossen, Schulausflüge und Konferenzen abgesagt, Sport- und Kulturaktivitäten mussten ohne Zuschauer stattfinden. Am 9. März 2020 wurden alle Veranstaltungen mit mehr als 1000 Personen untersagt. Am 16. März 2020 wurden die Grenzen zu Albanien und Nordmazedonien geschlossen (ausgenommen Warentransporte); Flüge nach Italien oder Spanien wurden eingestellt. Das Andocken von Kreuzfahrtschiffen wurde verboten, alle Einreisenden mussten 14 Tage in Quarantäne bleiben. Kleinere stark betroffene Gebiete blieben ebenfalls unter Quarantäne. Ab dem 18. März wurde die Versammlung von mehr als 10 Personen mit 1000 € geahndet. Ab dem 23. März galten strenge Ausgangsbeschränkungen. Ausgenommen waren vor allem Personen, die in vitalen Bereichen arbeiten (z. B. Gesundheitspersonal, Sicherheitspersonal). Es galt ein allgemeines Versammlungsverbot für mehr als 2 Personen. Zudem mussten alle Menschen, die sich im öffentlichen Raum bewegen, einen Personalausweis und ein Erlaubnis-Zertifikat mit sich führen. Dieses Zertifikat konnte unbürokratisch per SMS oder Internet bezogen werden; der Träger füllte ihn selbst aus. Als Gründe können u. a. Einkauf von Lebensmitteln oder Medikamenten, Hilfe für Dritten, Hunde ausführen und Bankbesuche angegeben werden. Zuwiderhandlungen konnten mit 150 € geahndet werden.
Das Tourismusministerium startete die Initiative Greece from home; man konnte Sehenswürdigkeiten virtuell besichtigen.

### Wirkung
Die vergleichsweise erfolgreiche Eindämmung der Covid-19-Infektionen in Griechenland ist Gegenstand internationaler Berichterstattung, auch der Unterschied zur schwierigen Situation in Italien war dabei Thema.
Der Chef der Corona-Expertenkommission des griechischen Gesundheitsministeriums Sotiris Tsiodras, der die Strategie zur Eindämmung der Pandemie maßgeblich mitentwickelte, hat im Fernsehen täglich über den Verlauf der Infektion berichtet. Er empfiehlt unter anderem, dass sich alle gegenüber ihrer Umwelt so verhalten sollen, als seien sie bereits infiziert. Tsiodras wird ein wesentlicher Anteil an der bisherigen, im Vergleich zu anderen europäischen Staaten relativen erfolgreichen Bekämpfung der Pandemie zugeschrieben (Stand: April/Mai 2020).